# ژاک بولاس
ژاک بولاس (فرانسوی: Jacques Boulas‎; ۲۰ اکتبر ۱۹۴۸ – ۲۹ سپتامبر ۱۹۹۰) دوچرخه‌سوار اهل فرانسه بود.